# Folketingsmedlemmer valgt i 1977
Folketingsmedlemmer valgt i 1977 ved folketingsvalget den 15. februar fra følgende partier:
| Partibogstav | Partinavn                    | Partileder        | Mandater | +/- | Kredsmandater | Tillægsmandater |
| ------------ | ---------------------------- | ----------------- | -------- | --- | ------------- | --------------- |
| A            | Socialdemokratiet            | Anker Jørgensen   | 65       | +12 | 65            | 0               |
| B            | Det Radikale Venstre         | Svend Haugaard    | 6        | -7  | 0             | 6               |
| C            | Det Konservative Folkeparti  | Poul Schlüter     | 15       | +5  | 11            | 4               |
| E            | Retsforbundet                | Ib Christensen    | 6        | +6  | 1             | 5               |
| F            | Socialistisk Folkeparti      | Gert Petersen     | 7        | -2  | 2             | 5               |
| K            | Danmarks Kommunistiske Parti | Knud Jespersen    | 7        | 0   | 3             | 4               |
| M            | Centrum-Demokraterne         | Erhard Jacobsen   | 11       | +7  | 5             | 6               |
| Q            | Kristeligt Folkeparti        | Jens Møller       | 6        | -3  | 2             | 4               |
| V            | Venstre                      | Poul Hartling     | 21       | -21 | 20            | 1               |
| Y            | Venstresocialisterne         | Kollektiv ledelse | 5        | +1  | 0             | 5               |
| Z            | Fremskridtspartiet           | Mogens Glistrup   | 26       | +2  | 26            | 0               |
| Færøerne     |                              |                   |          |     |               |                 |
|              | Sambandsflokkurin            |                   | 1        |     |               |                 |
|              | Javnadarflokkurin            |                   | 1        |     |               |                 |

På Grønland blev indtil 1979 udelukkende valgt medlemmer uden for partierne.

## De valgte medlemmer
| Navn                     | Parti                        |
| ------------------------ | ---------------------------- |
| Kristian Albertsen       | Socialdemokratiet            |
| Alfred Andersen          | Socialistisk Folkeparti      |
| Anders Andersen          | Venstre                      |
| Enrico Møller Andersen   | Socialdemokratiet            |
| Erik Andersen            | Socialdemokratiet            |
| K. B. Andersen           | Socialdemokratiet            |
| Kaj V. Andersen          | Venstre                      |
| Karen Dahlerup Andersen  | Socialdemokratiet            |
| Keld Andersen            | Det Konservative Folkeparti  |
| Normann Andersen         | Socialdemokratiet            |
| Ole Pilgaard Andersen    | Fremskridtspartiet           |
| Svend Andersen (Greve)   | Fremskridtspartiet           |
| Svend Andersen (Nexø)    | Socialdemokratiet            |
| Yvonne Herløv Andersen   | Centrum-Demokraterne         |
| John Arentoft            | Fremskridtspartiet           |
| Svend Auken              | Socialdemokratiet            |
| Børge Bakholt            | Socialdemokratiet            |
| Bernhard Baunsgaard      | Det Radikale Venstre         |
| Dorte Bennedsen          | Socialdemokratiet            |
| Arne Bjerregaard         | Kristeligt Folkeparti        |
| Ritt Bjerregaard         | Socialdemokratiet            |
| Niels Bollmann           | Centrum-Demokraterne         |
| J.J. Bolvig              | Det Radikale Venstre         |
| René Robert Brusvang     | Centrum-Demokraterne         |
| Kirsten Brøsted          | Retsforbundet                |
| Lasse Budtz              | Socialdemokratiet            |
| Johs. Burgdorf           | Det Konservative Folkeparti  |
| Mogens Camre             | Socialdemokratiet            |
| Christian Christensen    | Kristeligt Folkeparti        |
| Ib Christensen           | Retsforbundet                |
| Arne Christiansen        | Venstre                      |
| Henning Christophersen   | Venstre                      |
| Poul Dalsager            | Socialdemokratiet            |
| Knud Damgaard            | Socialdemokratiet            |
| Helle Degn               | Socialdemokratiet            |
| Erling Dinesen           | Socialdemokratiet            |
| Helge Dohrmann           | Fremskridtspartiet           |
| Pauli Ellefsen           | Sambandsflokkurin            |
| Uffe Ellemann-Jensen     | Venstre                      |
| Hans E. Erenbjerg        | Socialdemokratiet            |
| Finnur Erlendsson        | Fremskridtspartiet           |
| Ole Espersen             | Socialdemokratiet            |
| Steen Folke              | Venstresocialisterne         |
| Jørgen Frederiksen       | Socialdemokratiet            |
| Tove Frederiksen         | Socialdemokratiet            |
| Villy Fuglsang           | Danmarks Kommunistiske Parti |
| Leif Glensgaard          | Fremskridtspartiet           |
| Mogens Glistrup          | Fremskridtspartiet           |
| Annelise Gotfredsen      | Det Konservative Folkeparti  |
| Eva Gredal               | Socialdemokratiet            |
| Mette Groes              | Socialdemokratiet            |
| Henning Grove            | Det Konservative Folkeparti  |
| Henry Grünbaum           | Socialdemokratiet            |
| Lilli Gyldenkilde        | Socialistisk Folkeparti      |
| Hagen Hagensen           | Det Konservative Folkeparti  |
| Børge Halvgaard          | Fremskridtspartiet           |
| Alfred Hansen            | Retsforbundet                |
| H.C. Hansen              | Fremskridtspartiet           |
| Ivar Hansen              | Venstre                      |
| J.K. Hansen              | Socialdemokratiet            |
| Jørgen Peder Hansen      | Socialdemokratiet            |
| Kaj Hansen               | Danmarks Kommunistiske Parti |
| Karen Thurøe Hansen      | Det Konservative Folkeparti  |
| Kurt Hansen              | Venstresocialisterne         |
| R. Lysholt Hansen        | Socialdemokratiet            |
| Poul Hartling            | Venstre                      |
| Svend Haugaard           | Det Radikale Venstre         |
| Thomas Have              | Socialdemokratiet            |
| Alice Hedegaard          | Retsforbundet                |
| Knud Heinesen            | Socialdemokratiet            |
| Ole Henriksen            | Socialistisk Folkeparti      |
| Svend Hjortlund          | Retsforbundet                |
| Karl Hjortnæs            | Socialdemokratiet            |
| Hans Jørgen Holm         | Venstre                      |
| Gustav Holmberg          | Venstre                      |
| Erik Holst               | Socialdemokratiet            |
| Bent Honoré              | Kristeligt Folkeparti        |
| Svend Erik Hovmand       | Venstre                      |
| Grete Hækkerup           | Socialdemokratiet            |
| Per Hækkerup             | Socialdemokratiet            |
| Bertel Haarder           | Venstre                      |
| Erhard Jacobsen          | Centrum-Demokraterne         |
| Kirsten Jacobsen         | Fremskridtspartiet           |
| Mimi Jakobsen            | Centrum-Demokraterne         |
| Svend Jakobsen           | Fremskridtspartiet           |
| Egon Jensen              | Socialdemokratiet            |
| Erling Jensen            | Socialdemokratiet            |
| Henning Jensen           | Socialdemokratiet            |
| Jens Peter Jensen        | Venstre                      |
| Jørgen Jensen            | Danmarks Kommunistiske Parti |
| Ove Jensen               | Fremskridtspartiet           |
| Sv. Karlskov Jensen      | Venstre                      |
| Uwe Jensen               | Fremskridtspartiet           |
| Knud Jespersen           | Danmarks Kommunistiske Parti |
| Lars Emil Johansen       | Uden for partierne           |
| Jørgen Junior            | Fremskridtspartiet           |
| Anker Jørgensen          | Socialdemokratiet            |
| Erling Askjær Jørgensen  | Fremskridtspartiet           |
| Søren B. Jørgensen       | Socialdemokratiet            |
| Tove Jørgensen           | Danmarks Kommunistiske Parti |
| Jens Kampmann            | Socialdemokratiet            |
| Karl Kjelgaard           | Det Konservative Folkeparti  |
| Steffen Kjærulff-Schmidt | Fremskridtspartiet           |
| Ingolf Knudsen           | Centrum-Demokraterne         |
| J. Risgaard Knudsen      | Socialdemokratiet            |
| Ejler Koch               | Socialdemokratiet            |
| Niels Anker Kofoed       | Venstre                      |
| Inge Krogh               | Kristeligt Folkeparti        |
| Ib Langsted              | Centrum-Demokraterne         |
| Tove Lindbo Larsen       | Socialdemokratiet            |
| J. D. Lawaetz            | Fremskridtspartiet           |
| Jens Peter Lerke         | Socialdemokratiet            |
| Nathalie Lind            | Venstre                      |
| Asger Lindinger          | Centrum-Demokraterne         |
| Oluf Lowzow              | Det Konservative Folkeparti  |
| Freddy Madsen            | Danmarks Kommunistiske Parti |
| Mette Madsen             | Venstre                      |
| Ole Maisted              | Fremskridtspartiet           |
| Arne Melchior            | Centrum-Demokraterne         |
| Karl Johan Mortensen     | Socialdemokratiet            |
| Børge Harkjær Møller     | Fremskridtspartiet           |
| Gerda Møller             | Det Konservative Folkeparti  |
| Grethe Fenger Møller     | Det Konservative Folkeparti  |
| Inge Fischer Møller      | Socialdemokratiet            |
| Jens Møller              | Kristeligt Folkeparti        |
| Orla Møller              | Socialdemokratiet            |
| Otto Mørch               | Socialdemokratiet            |
| Knud Nauerby             | Fremskridtspartiet           |
| Johan Chr. Nielsen       | Javnadarflokkurin            |
| Jørgen Brøndlund Nielsen | Venstre                      |
| Karl Nielsen             | Socialdemokratiet            |
| Poul Nielson             | Socialdemokratiet            |
| Erik Ninn-Hansen         | Det Konservative Folkeparti  |
| Kai Nyborg               | Fremskridtspartiet           |
| Ivar Nørgaard            | Socialdemokratiet            |
| Ib Nørlund               | Danmarks Kommunistiske Parti |
| Kjeld Olesen             | Socialdemokratiet            |
| Erling Olsen             | Socialdemokratiet            |
| Ole Olsen                | Socialistisk Folkeparti      |
| Aksel Pedersen           | Venstre                      |
| Inger Stilling Pedersen  | Kristeligt Folkeparti        |
| Robert Pedersen          | Socialdemokratiet            |
| Gert Petersen            | Socialistisk Folkeparti      |
| Hans Buchart Petersen    | Socialdemokratiet            |
| Niels Helveg Petersen    | Det Radikale Venstre         |
| Grethe Philip            | Det Radikale Venstre         |
| Johan Philipsen          | Venstre                      |
| Ib Bjørn Poulsen         | Socialistisk Folkeparti      |
| Kaj Poulsen              | Socialdemokratiet            |
| Kristen Poulsgaard       | Fremskridtspartiet           |
| Ernst Prehn              | Centrum-Demokraterne         |
| Winnie Russell           | Socialdemokratiet            |
| Poul Schlüter            | Det Konservative Folkeparti  |
| Ernst B. Schmidt         | Fremskridtspartiet           |
| Jes Schmidt              | Centrum-Demokraterne         |
| Palle Simonsen           | Det Konservative Folkeparti  |
| Karl Skytte              | Det Radikale Venstre         |
| Jimmy Stahr              | Socialdemokratiet            |
| Ebba Strange             | Socialistisk Folkeparti      |
| Lis Starcke              | Retsforbundet                |
| Otto Steenholdt          | Uden for partierne           |
| Ib Stetter               | Det Konservative Folkeparti  |
| Poul Søgaard             | Socialdemokratiet            |
| Anker Tang Sørensen      | Fremskridtspartiet           |
| Marinus Sørensen         | Socialdemokratiet            |
| Søren Nørgård Sørensen   | Socialdemokratiet            |
| Bernhardt Tastesen       | Socialdemokratiet            |
| Uffe Thorndahl           | Fremskridtspartiet           |
| Henrik Toft              | Venstre                      |
| Carl Thio Tyroll         | Venstresocialisterne         |
| Svend Taanquist          | Socialdemokratiet            |
| Mogens Voigt             | Fremskridtspartiet           |
| Mikael Waldorff          | Venstresocialisterne         |
| Birte Weiss              | Socialdemokratiet            |
| Bjørn Rømer Westh        | Socialdemokratiet            |
| Preben Wilhjelm          | Venstresocialisterne         |
| John H. Winther          | Det Konservative Folkeparti  |
| Bent Wissing             | Fremskridtspartiet           |
| Kr. Østergaard           | Venstre                      |

|-
|Hans Jørgen Jensen
|Socialdemokratiet

## Personskift i perioden 1977-79
| Stedfortræder              | Parti                        | Afløst medlem                 | Dato             | Begrundelse                                |
| -------------------------- | ---------------------------- | ----------------------------- | ---------------- | ------------------------------------------ |
| Niels Mølgaard             | Retsforbundet                | Kirsten Brøsted               | 3. marts 1977    | Brøsted nedlagde sit mandat.               |
| Hans Jørgen Jensen         | Socialdemokratiet            | Ejler Koch                    | 18. april 1977   | Koch nedlagde sit mandat                   |
| Margit Hansen              | Danmarks Kommunistiske Parti | Knud Jespersen                | 3. december 1977 | Jespersen afgik ved døden.                 |
| Jeppe Kristensen           | Venstre                      | Poul Hartling                 | 10. januar 1978  | Hartling nedlagde sit mandat.              |
| Poul G. Mortensen          | Socialdemokratiet            | Orla Møller                   | 1. februar 1978  | Møller nedlagde sit mandat.                |
| Preben Steen Nielsen       | Socialdemokratiet            | Winnie Møller (tidl. Russell) | 1. februar 1978  | Møller nedlagde sit mandat.                |
| Lissa Mathiasen            | Socialdemokratiet            | Karl Johan Mortensen          | 4. april 1978    | Mortensen nedlagde sit mandat.             |
| Gertrud Stjernholm Nielsen | Danmarks Kommunistiske Parti | Margit Hansen                 | 4. april 1978    | Hansen nedlagde sit mandat.                |
| Niels Kallesøe             | Det Konservative Folkeparti  | John H. Winther               | 1. august 1978   | Winther nedlagde sit mandat.               |
| Ole Vig Jensen             | Det Radikale Venstre         | Karl Skytte                   | 1. oktober 1978  | Skytte nedlagde sit mandat.                |
| Anders Fogh Rasmussen      | Venstre                      | Aksel Pedersen                | 1. oktober 1978  | Pedersen nedlagde sit mandat.              |
| Per Blendstrup             | Socialdemokratiet            | Jens Kampmann                 | 5. oktober 1978  | Kampmann nedlagde sit mandat.              |
| Karl Møller                | Danmarks Kommunistiske Parti | Villy Fuglsang                | 5. oktober 1978  | Fuglsang nedlagde sit mandat.              |
| Therkel Christensen        | Centrum-Demokraterne         | Ingolf Knudsen                | 10. januar 1979  | Knudsen nedlagde sit mandat.               |
| Steen Nymann               | Fremskridtspartiet           | Svend Andersen (Greve)        | 10. januar 1979  | Andersen nedlagde sit mandat.              |
| Knud Raunkjær Pedersen     | Socialdemokratiet            | Per Hækkerup                  | 14. marts 1979   | Hækkerup afgik ved døden.                  |
| Ole Flygaard               | Retsforbundet                | Svend Hjortlund Christensen   | 15. marts 1979   | Hjortlund Christensen nedlagde sit mandat. |
| Bent Olsen                 | Centrum-Demokraterne         | Jes Schmidt                   | 2. august 1979   | Schmidt afgik ved døden.                   |
| Frede Tandrup Jensen       | Fremskridtspartiet           | Kai Nyborg                    | 1. oktober 1979  | Nyborg nedlagde sit mandat.                |